# Little Bob
Little Bob, pseudonimo di Roberto Piazza, detto Libero (Alessandria, 10 maggio 1945), è un cantante italiano residente in Francia dal 1958.
L'omonimo gruppo rock francese si ispira al blues, al rhythm 'n 'blues e al rock inglese degli anni sessanta ed è composto da musicisti provenienti da esperienze musicali diverse (rock, blues e jazz). Il cantante è soprannominato "Libero", il nome di suo padre, che era un anarchico del Nord Italia in piena epoca fascista.

## Discografia

### Album in studio
- 1976: High Time
- 1977: Living In The Fast Lane
- 1977: Little Bob story
- 1978: Come and see me
- 1984: Too Young To Love Me
- 1986: Cover girl
- 1987: Ringolevio
- 1991: Alive or nothing
- 1993: Lost Territories
- 1997: Blue stories
- 2002: Libero
- 2005: Lost in my town
- 2005: The Gift
- 2006: Ringolevio
- 2006: Rendez-vous in Angel city
- 2009: Time to blast
- 2013: Break down the walls

### Album live
- 2003: Rock on riff on roll on move on, Live 2003
- 2005: Live in the Dockland, concerto ai Docks Océane di Le Havre del 5 novembre 2005.
- 2005: Live in London 1979 (reedizione)

### Compilations
- 2011: Wild & deep - Best of 1989 2009

### Partecipazioni
- 1999: Tribute to Lee Brilleaux
- 2000: Blues against racism
- 2002: Roots and new 2002
- 2002: A South Louisiana soul sensation

## Curiosità
- Lemmy Kilmister dei Motörhead ha collaborato all'album Ringolevio dell'87
- Nel 2011, il cantante Roberto Piazza interpreta se stesso nel film Miracolo a Le Havre di Aki Kaurismäki, in competizione al Festival di Cannes 2011.